# Jack Bobridge
Jack Bobridge (Adelaida, 13 de julio de 1989) es un deportista australiano que compitió en ciclismo en las modalidades de pista, especialista en las pruebas de persecución, y ruta.
Participó en tres Juegos Olímpicos de Verano, entre los años 2008 y 2016, obteniendo en total dos medallas de plata, ambas en la prueba de persecución por equipos (en Londres 2012 junto con Glenn O'Shea, Rohan Dennis y Michael Hepburn, y en Río de Janeiro 2016 con Alexander Edmondson, Michael Hepburn y Sam Welsford).
Ganó 11 medallas en el Campeonato Mundial de Ciclismo en Pista entre los años 2008 y 2015.
En el Campeonato Mundial de Ciclismo en Ruta de 2009 obtuvo la medalla de oro en la prueba de contrarreloj sub-23.

## Biografía
Bobridge pasó por varios equipos australianos pero no fue hasta 2010 cuando dio el salto al profesionalismo con el equipo Garmin. Para la temporada 2012 se integra al nuevo equipo australiano Orica-GreenEDGE.
Fue campeón del mundo sub-23 en contrarreloj, en el mundial celebrado en Mendrisio (Suiza) en 2009, batiendo al portugués Nélson Oliveira y al alemán Patrick Gretsch.
En 2013 pasó a ser parte del equipo holandés Belkin-Pro Cycling. Ese mismo año dio a conocer que padecía de artritis reumatoide, sin que esto haya afectado su carrera profesional.

## Medallero internacional

### Ciclismo en pista
| Juegos Olímpicos   | Juegos Olímpicos         | Juegos Olímpicos  | Juegos Olímpicos        |
| Año                | Lugar                    | Medalla           | Competición             |
| ------------------ | ------------------------ | ----------------- | ----------------------- |
| 2012               | Londres (Reino Unido)    | Medalla de plata  | Persecución por equipos |
| 2016               | Río de Janeiro (Brasil)  | Medalla de plata  | Persecución por equipos |
| Campeonato Mundial |                          |                   |                         |
| Año                | Lugar                    | Medalla           | Competición             |
| 2008               | Mánchester (Reino Unido) | Medalla de bronce | Persecución por equipos |
| 2009               | Pruszków (Polonia)       | Medalla de plata  | Persecución individual  |
| 2009               | Pruszków (Polonia)       | Medalla de plata  | Persecución por equipos |
| 2010               | Ballerup (Dinamarca)     | Medalla de oro    | Persecución por equipos |
| 2010               | Ballerup (Dinamarca)     | Medalla de bronce | Persecución individual  |
| 2011               | Apeldoorn (Países Bajos) | Medalla de oro    | Persecución individual  |
| 2011               | Apeldoorn (Países Bajos) | Medalla de oro    | Persecución por equipos |
| 2012               | Melbourne (Australia)    | Medalla de plata  | Persecución individual  |
| 2012               | Melbourne (Australia)    | Medalla de plata  | Persecución por equipos |
| 2015               | Saint-Quentin (Francia)  | Medalla de plata  | Persecución individual  |
| 2015               | Saint-Quentin (Francia)  | Medalla de bronce | Persecución por equipos |

1. ↑  Compitió en la ronda de clasificación.

### Ciclismo en ruta
| Campeonato Mundial | Campeonato Mundial | Campeonato Mundial | Campeonato Mundial  |
| Año                | Lugar              | Medalla            | Competición         |
| ------------------ | ------------------ | ------------------ | ------------------- |
| 2009               | Mendrisio (Italia) | Medalla de oro     | Contrarreloj sub-23 |

## Palmarés

### Pista
2007
- Campeonato de Australia Madison (haciendo pareja con Glenn O'Shea)

2009
- Campeonato de Australia en persecución
- 2.º en el Campeonato Mundial Persecución Individual
- 2.º en el  Campeonato Mundial Persecución por Equipos (haciendo equipo con Rohan Dennis, Leigh Howard y Cameron Meyer)

2010
- 3.º en el Campeonato Mundial Persecución Individual
- Campeonato Mundial Persecución por Equipos (haciendo equipo con Rohan Dennis, Michael Hepburn y Cameron Meyer)
- Campeonato de Australia en persecución
- Campeonato de Australia en Puntuación
- Campeonato de Australia Persecución por Equipos (haciendo equipo con Dale Parker, Rohan Dennis, James Glasspool)

2011
- Campeonato Mundial Persecución Individual
- Campeonato Mundial Persecución por Equipos (haciendo equipo con Rohan Dennis, Luke Durbridge y Michael Hepburn)
- Campeonato de Australia en persecución
- Campeonato de Australia Madison (haciendo pareja con Cameron Meyer)

2012
- 2.º en el Campeonato Mundial Persecución por Equipos (haciendo equipo con Rohan Dennis, Michael Hepburn y Glenn O'Shea)
- 2.º en el Campeonato Mundial Persecución
- 2.º en el Campeonato Olímpico Persecución por Equipos (haciendo equipo con Rohan Dennis, Michael Hepburn y Glenn O'Shea)
- Campeonato de Australia en Puntuación
- Campeonato de Australia de scratch

2014
- Campeonato de Australia Persecución por Equipos (haciendo equipo con Alexander Edmonson, Glenn O'Shea, Luke Davison)

2015
- 3.º en el Campeonato Mundial Persecución por Equipos (haciendo equipo con Alexander Edmondson, Mitchell Mulhern y Miles Scotson)

2016
- 2.º en el Campeonato Olímpico Persecución por Equipos (haciendo equipo con Alexander Edmondson, Michael Hepburn y Sam Welsford)

### Ruta
2009
- 2 etapas del Tour de Japón
- Campeonato Mundial Contrarreloj sub-23

2010
- 1 etapa del Eneco Tour

2011
- Campeonato de Australia en Ruta
- 2.º en el Campeonato de Australia Contrarreloj

2015
- 3.º en el Campeonato de Australia Contrarreloj
- 1 etapa del Tour Down Under

2016
- Campeonato de Australia en Ruta

## Resultados en Grandes Vueltas y Campeonatos del Mundo
Durante su carrera deportiva consiguió los siguientes puestos en las Grandes Vueltas y en los Campeonatos del Mundo en carretera:
| Carrera              | Carrera              | 2008 | 2009 | 2010 | 2011 | 2012 | 2013 | 2014 | 2015 | 2016  |
| -------------------- | -------------------- | ---- | ---- | ---- | ---- | ---- | ---- | ---- | ---- | ----- |
|                      | Giro de Italia       | —    | —    | Ab.  | —    | Ab.  | Ab.  | —    | —    | 156.º |
|                      | Tour de Francia      | —    | —    | —    | —    | —    | —    | —    | —    | —     |
|                      | Vuelta a España      | —    | —    | —    | —    | —    | —    | —    | —    | —     |
| Mundial Contrarreloj | Mundial Contrarreloj | —    | —    | —    | 5.º  | —    | —    | —    | —    | —     |

—: no participa

Ab.: abandono

## Equipos
- SouthAustralia.com (2008)
- Team Jayco-AIS (2009)
- Garmin (2010-2011)
  - Garmin-Transitions (2010)
  - Garmin-Cervélo (2011)
- Orica-GreenEDGE (2012)
- Blanco/Belkin (2013-2014)
  - Blanco Pro Cycling (2013)[4]
  - Belkin-Pro Cycling Team (2013-2014)
- Team Budget Forklifts (2015)
- Trek-Segafredo (2016)